# Gianni Bruno
Gianni Bruno (Rocourt, 19 agosto 1991) è un calciatore belga, di origini italiane, attaccante dell'Iğdır.

## Biografia
Bruno, nato a Rocourt, ex comune ora frazione di Liegi, è in possesso della doppia cittadinanza italiana e belga, date le origini genitoriali..

## Carriera

### Inizi
Iniziò a giocare a cinque anni per la squadra della sua città, il RFC Liegi, nel quale suo padre era allenatore. In seguito ad alcuni problemi finanziari della società, a sette anni Bruno passò allo Standard Liegi. Allo Standard rimase per otto anni, vincendo due campionati nazionali giovanili, quelli di Under-12 e under-17. Riuscì anche a disputare una partita con la formazione riserve, in un incontro contro l'Anderlecht. Nonostante avesse ricevuto un'offerta per un contratto professionistico da parte dello Standard, Bruno decise di lasciare il club per approdare al Lilla in Francia, giustificando questa scelta citando i migliori metodi di allenamento della formazioni francesi e la prossimità della città di Lilla alla sua casa in Belgio.

### Periodo in Francia
Con il passaggio al Lilla, Bruno iniziò a giocare per le squadre giovanili della formazione francese. Dopo due anni, ovvero durante la stagione 2008-2009, cominciò anche a giocare per la formazione riserve del Lille che disputava il Championnat de France amateur, quarto livello del campionato francese di calcio. L'annata seguente Bruno fu definitivamente promosso nella squadra riserve, della quale fu poi capocannoniere, avendo siglato 11 reti in 27 presenze in quella stagione. Dopo aver disputato anche la stagione seguente con la formazione riserve, l8 giugno 2011, Bruno firmò un contratto della durata di un anno con il Lilla, il su primo come professionista. In seguito a ciò fu promosso in prima squadra dall'allenatore Rudi Garcia e gli fu assegnata la maglia numero 19.
Bruno fece il suo debutto come professionista l'11 gennaio 2012, subentrando a  Dimitri Payet nella sconfitta per 2–1 contro l'Olympique Lione nella Coupe de la Ligue. Quattro giorni dopo, il 15 gennaio 2012, fece il suo debutto anche in campionato, subentrando a Ireneusz Jeleń in una sconfitta per 2-0 contro l'Olympique Marsiglia.
Il 4 luglio 2013 passò dal Lilla in prestito al Bastia.
Il 30 luglio 2014 Bruno si unì al Thonon Évian firmando un contratto di cinque anni meno di sei mesi dopo, il 15 gennaio 2015 passò in prestito al Lorient, militante anch'esso in Ligue 1, fino al termine della stagione

### Kryl'ja Sovetov Samara
Il 4 febbraio 2016, dopo aver realizzato 4 reti in 21 presenze di Ligue 2 passa in prestito con diritto di riscatto ai russi Kryl'ja Sovetov Samara. Nell'estate successiva, dopo circa 5 mesi di prestito e la retrocessione dell'Évian, viene rinnovato il prestito in Russia per una seconda stagione.

### Ritorno in Belgio
Il 3 luglio 2017 Bruno lascia la Francia e Russia per accasarsi ai belgi del Cercle Bruges coi quali firma un contratto di un anno.
Dopo 2 stagioni al Cercle Bruges passò a titolo gratuito allo Zulte Waregem, col quale rimase nuovamente 2 anni.
L'11 giugno 2021, dopo aver segnato 20 reti nella stagione precedente, Bruno si unì al Gent con cui firmò un contratto di tre anni.
L'11 luglio 2022, Bruno passò in prestito al Sint-Truiden. I quell'annata segnò 18 reti in campionato, stabilendo un nuovo record stagionale per il club e sorpassando Désiré Mbonabucya, Yuma Suzuki e Eddy Koens.

## Statistiche

### Presenze e reti nei club
Statistiche aggiornate al 23 aprile 2023.
| Stagione                      | Squadra                       | Campionato                    | Campionato | Campionato | Coppe nazionali | Coppe nazionali | Coppe nazionali | Coppe internazionali | Coppe internazionali | Coppe internazionali | Altre coppe | Altre coppe | Altre coppe | Totale | Totale |
| Stagione                      | Squadra                       | Comp                          | Pres       | Reti       | Comp            | Pres            | Reti            | Comp                 | Pres                 | Reti                 | Comp        | Pres        | Reti        | Pres   | Reti   |
| ----------------------------- | ----------------------------- | ----------------------------- | ---------- | ---------- | --------------- | --------------- | --------------- | -------------------- | -------------------- | -------------------- | ----------- | ----------- | ----------- | ------ | ------ |
| 2008-2009                     | Lille 2                       | CFA                           | 3          | 0          | -               | -               | -               | -                    | -                    | -                    | -           | -           | -           | 3      | 0      |
| 2009-2010                     | Lille 2                       | CFA                           | 27         | 11         | -               | -               | -               | -                    | -                    | -                    | -           | -           | -           | 27     | 11     |
| 2010-2011                     | Lille 2                       | CFA                           | 17         | 7          | -               | -               | -               | -                    | -                    | -                    | -           | -           | -           | 17     | 7      |
| 2011-2012                     | Lille 2                       | CFA                           | 8          | 5          | -               | -               | -               | -                    | -                    | -                    | -           | -           | -           | 8      | 5      |
| 2012-2013                     | Lille 2                       | CFA                           | 6          | 3          | -               | -               | -               | -                    | -                    | -                    | -           | -           | -           | 6      | 3      |
| Totale Lilla 2                | Totale Lilla 2                | Totale Lilla 2                | 61         | 26         |                 | -               | -               |                      | -                    | -                    |             | -           | -           | 61     | 26     |
| 2011-2012                     | Lilla                         | L1                            | 10         | 1          | CF+CdL          | 2+1             | 1+0             | UCL                  | 0                    | 0                    | SF          | 0           | 0           | 13     | 2      |
| 2012-2013                     | Lilla                         | L1                            | 13         | 0          | CF+CdL          | 1+2             | 0+1             | UCL                  | 2                    | 1                    | -           | -           | -           | 18     | 2      |
| Totale Lilla                  | Totale Lilla                  | Totale Lilla                  | 23         | 1          |                 | 6               | 2               |                      | 2                    | 1                    |             | 0           | 0           | 31     | 4      |
| 2013-2014                     | Bastia                        | L1                            | 31         | 8          | CF+CdL          | 2+0             | 0               | -                    | -                    | -                    | -           | -           | -           | 33     | 8      |
| 2014-gen. 2015                | Thonon Évian                  | L1                            | 17         | 1          | CF+CdL          | 0+1             | 0               | -                    | -                    | -                    | -           | -           | -           | 18     | 1      |
| gen.-giu. 2015                | Lorient                       | L1                            | 12         | 1          | CF+CdL          | -               | -               | -                    | -                    | -                    | -           | -           | -           | 12     | 1      |
| 2015-feb. 2016                | Thonon Évian                  | L2                            | 21         | 4          | CF+CdL          | 1+2             | 0               | -                    | -                    | -                    | -           | -           | -           | 24     | 4      |
| Totale Olympique Lione        | Totale Olympique Lione        | Totale Olympique Lione        | 38         | 5          |                 | 4               | 0               |                      | -                    | -                    |             | -           | -           | 42     | 5      |
| feb.-giu. 2016                | Kryl'ja Sovetov Samara        | PL                            | 11         | 2          | CR              | -               | -               | -                    | -                    | -                    | -           | -           | -           | 11     | 2      |
| 2016-2017                     | Kryl'ja Sovetov Samara        | PL                            | 17         | 5          | CR              | 0               | 0               | -                    | -                    | -                    | -           | -           | -           | 17     | 5      |
| Totale Kryl'ja Sovetov Samara | Totale Kryl'ja Sovetov Samara | Totale Kryl'ja Sovetov Samara | 26         | 7          |                 | 0               | 0               |                      | -                    | -                    |             | -           | -           | 26     | 7      |
| 2017-2018                     | Cercle Bruges                 | D2                            | 12         | 3          | CB              | 2               | 0               | -                    | -                    | -                    | -           | -           | -           | 14     | 3      |
| 2018-2019                     | Cercle Bruges                 | D1                            | 24+10      | 8+5        | CB              | 1               | 0               | -                    | -                    | -                    | -           | -           | -           | 35     | 13     |
| Totale Cercle Bruges          | Totale Cercle Bruges          | Totale Cercle Bruges          | 46         | 16         |                 | 3               | 0               |                      | -                    | -                    |             | -           | -           | 49     | 16     |
| 2019-2020                     | Zulte Waregem                 | D1                            | 27         | 9          | CB              | 5               | 3               | -                    | -                    | -                    | -           | -           | -           | 32     | 12     |
| 2020-2021                     | Zulte Waregem                 | D1                            | 34         | 20         | CB              | 1               | 0               | -                    | -                    | -                    | -           | -           | -           | 35     | 20     |
| Totale Zulte Waregem          | Totale Zulte Waregem          | Totale Zulte Waregem          | 61         | 29         |                 | 6               | 3               |                      | -                    | -                    |             | -           | -           | 67     | 32     |
| 2021-2022                     | Gent                          | D1                            | 8+1        | 0          | CB              | 2               | 0               | UECL                 | 5                    | 2                    | -           | -           | -           | 16     | 2      |
| 2022-2023                     | Sint-Truiden                  | D1                            | 30         | 18         | CB              | 3               | 2               | -                    | -                    | -                    | -           | -           | -           | 33     | 20     |
| 2023-2024                     | Eyüpspor                      | 1L                            | 33         | 17         | CT              | 1               | 0               | -                    | -                    | -                    | -           | -           | -           | 34     | 17     |
| Totale carriera               | Totale carriera               | Totale carriera               | 370        | 128        |                 | 27              | 7               |                      | 7                    | 3                    |             | 0           | 0           | 404    | 138    |

## Palmarès

### Club

#### Competizioni nazionali
- Tweede klasse: 1

Cercle Bruges: 2017-2018
- Coppa del Belgio: 1

Gent: 2021-2022
- TFF 1. Lig: 1

Eyüpspor: 2023-2024